# جون لاندو (منتج سينمائي)
جون لاندو (بالإنجليزية: Jon Landau)‏ (و. 1960 – م) هو منتج أفلام من الولايات المتحدة الأمريكية . ولد في مدينة نيويورك .

## التعليم
تعلم في جامعة جنوب كاليفورنيا.

## جوائز وترشيحات
حصل على جوائز منها:
- جائزة الأوسكار لأفضل فيلم، عن عمل:تيتانيك (سنة 1997)
- جائزة نقابة المنتجين الأمريكية لأفضل مسرحية سينمائية، عن عمل:تيتانيك (سنة 1998).

ترشح لـ:
- جائزة الأوسكار لأفضل فيلم، عن عمل:أفاتار (سنة 2010)
- جائزة نقابة المنتجين الأمريكية لأفضل مسرحية سينمائية، عن عمل:أفاتار (سنة 2010)
- جائزة نقابة المنتجين الأمريكية لأفضل مسرحية سينمائية، عن عمل:تيتانيك (سنة 1998)
- جائزة البافتا لأفضل فيلم، عن عمل:تيتانيك (سنة 1998).

## روابط خارجية
- جون لاندو على موقع IMDb (الإنجليزية)
- جون لاندو على موقع الموسوعة البريطانية (الإنجليزية)
- جون لاندو على موقع ألو سيني (الفرنسية)
- جون لاندو على موقع بوكس أوفيس موجو (الإنجليزية)
- جون لاندو على موقع قاعدة بيانات الفيلم (الإنجليزية)
- جون لاندو على موقع كينوبويسك (الروسية)